# LBBW Asset Management
Die LBBW Asset Management Investmentgesellschaft mbH (LBBW AM) ist eine deutsche Investmentgesellschaft mit Sitz in Stuttgart. Sie ist eine hundertprozentige Tochtergesellschaft der Landesbank Baden-Württemberg (LBBW), der größten deutschen Landesbank. Die Investmentgesellschaft übernimmt innerhalb des LBBW-Konzerns die zentrale Verantwortung für das Asset Management.
Das Unternehmen beschäftigt rund 290 Mitarbeiter und gehört mit einem verwalteten Vermögen (Total Assets) in Höhe von circa 74 Milliarden Euro (Stand 31.12.2024) - davon 24,6 Milliarden Euro in Geldanlagen mit Nachhaltigkeitsmerkmalen - zu den bedeutenden Kapitalverwaltungsgesellschaften Deutschlands.
Zu den zentralen Geschäftsfeldern der LBBW Asset Management zählen das Management von Spezialfonds für institutionelle Investoren, das Management von Direktanlage-Mandaten für Versicherungen und Versorgungseinrichtungen, sowie die Verwaltung von Publikumsfonds für institutionelle und private Anleger.

## Geschichte
Aus dem Zusammenschluss der beiden Fondsgesellschaften Baden-Württembergische Kapitalanlagegesellschaft mbH (BWK) in Stuttgart und der SüdKapitalanlagegesellschaft mbH (SüdKA) in Frankfurt am Main entstand zum 1. Juli 2006 zunächst die Baden-Württembergische Investmentgesellschaft mbH (BWInvest) als gemeinsame Fondsgesellschaft der LBBW und der Wüstenrot & Württembergische AG (W&W AG). Sie legte Publikums- und Spezialfonds für private und institutionelle Anleger auf und verwaltete diese. Die Gesellschafter der BWInvest waren bis September 2009 zu 64 Prozent die Landesbank Baden-Württemberg und zu 36 Prozent die W&W Asset Management GmbH.
Zum 22. September 2009 wurde die BWInvest im Zuge der Umstrukturierung mit der für das Fondsmanagement und den Fondsvertrieb bei der LBBW zuständigen LBBW Asset Management GmbH in der zentralen Marke LBBW Asset Management zusammengefasst. Die entstandene Gesellschaft ist seitdem zu 100 Prozent im Eigentum der Landesbank Baden-Württemberg.
- 1973 – erstes Beratungsmandat für den Publikumsfonds BW-Renta-Universal-Fonds
- 1989 – Auflage des ersten Spezialfonds
- 1990 – Auflage des ersten Publikumsfonds BWK-Württembergischer Internationaler Rentenfonds
- 1999 – Auflage einer Dividenden Strategie (LBBW Dividenden Strategie Euroland) als einer der ersten Marktteilnehmer
- 2001 – Auflage des überaus erfolgreichen Corporate-Bond-Fonds LBBW RentaMax; erstmaliger Einsatz des Wertsicherungskonzepts Falkon in einem Spezialfonds
- 2002 – Auflage des ersten nachhaltigen Spezialfonds; erster europäischer Goldfonds (Aureus Fund plc) mit physischem Goldinvestment
- 2006 – Auflage des Aktien-Nachhaltigkeitsfonds LBBW Nachhaltigkeit Aktien
- 2007 – erster „Klimawandelfonds“ (LBBW Global Warming) in Deutschland; erster Aktien-Garantiefonds nach deutschem Recht
- 2008 – erster Rohstoff-Fonds (LBBW Rohstoffe 1) nach deutschem Recht
- 2009 – Auflage des Renten-Publikumsfonds LBBW Nachhaltigkeit Renten
- 2010 – Auflage des Long-Short-Rohstoff-Publikumsfonds LBBW Rohstoffe 2 LS
- 2011 – Auflage des Silberfonds Argentum Fund plc mit physischem Silberinvestment
- 2012 – neues Kerngeschäftsfeld Direktanlage-Mandate für Versicherungen und Versorgungseinrichtungen; Auflage des ersten Absolut Return-Publikumsfonds LBBW Pro-Fund Absolute Return Rates

## Geschäftskonzept
Die wichtigsten Geschäftsfelder ergeben sich aus dem Management von Spezialfonds für institutionelle Kunden und der Verwaltung von Publikumsfonds für institutionelle als auch für private Anleger. Zu den Kunden gehören unter anderem Sparkassen, Banken und Unternehmen, Versicherungen, Versorgungskammern und Stiftungen. Private Kunden haben die Möglichkeit, über Publikumsfonds und spezielle Anteilsklassen zu investieren.

## Geschäftsführung
Die Geschäftsführung besteht aus folgenden  Mitgliedern:
- Uwe Adamla, Vorsitzender
- Dr. Dirk Franz, Stv. Vorsitzender
- Michael Hünseler

## Kernkompetenzen
Zu den Kernkompetenzen zählen nach eigenen Angaben:
- Europäische Aktienprodukte mit primär value-orientierten Investmentstilen
- Europäische Zinsprodukte mit den Schwerpunkten Staatsanleihen, Covered und Corporate Bonds
- Investmentlösungen im Absolute Return Bereich
- Wertsicherungskonzepte
- Innovative Anlagestrategien im Rohstoffsektor
- Nachhaltige Investmentansätze für Aktien- und Zinsmärkte
- Ausgewählte Themenfonds

## Geschäftsbereiche
Zu den Geschäftsbereichen gehört zum einen der Geschäftsbereich „Privatkunden“, zum anderen der Geschäftsbereich „Institutionelle Kunden“.
- Privatkunden: Für Privatkunden besteht die Möglichkeit, über Publikumsfonds sowie über ausgewählte Privatkunden-Anteilsklassen in institutionelle Investmentstrategien zu investieren. Zur Auswahl stehen den Anlegern hierbei aktiv gemanagte Publikumsfonds verschiedener Assetklassen, wie zum Beispiel Rentenfonds, Aktienfonds, Mischfonds oder Geldmarktfonds.
- Institutionelle Kunden: Institutionelle Anleger können in Spezialfonds und spezielle Publikumsfonds investieren.
- Spezialfonds: Die Spezialfonds werden gezielt und präzise auf die strategischen Zielsetzungen und Anforderungen der institutionellen Investoren abgestimmt. Gekennzeichnet sind die Spezialfonds vor allem durch Individualität und flexible Ertragssteuerung sowie Transparenz und Liquidität. In enger Zusammenarbeit mit den Investoren realisiert die LBBW Asset Management dadurch Vermögensanlagen, die den individuellen Performanceerwartungen und Risikotragfähigkeiten der Kunden entsprechen. Zu den Hauptkunden im Bereich Spezialfonds zählen neben Versorgungseinrichtungen, Versicherungen, Sparkassen, Banken sowie Unternehmen auch öffentlich-rechtliche Institutionen, Vermögensverwalter, Stiftungen, kirchliche Einrichtungen und Family Offices.
- Publikumsfonds: Die institutionellen Publikumsfonds sind durch ein professionelles Portfoliomanagement sowie durch die breite Streuung von Wertpapieren gekennzeichnet. Dabei werden den Anlegern institutionelle Publikumsfonds mit unterschiedlichsten Investitionsschwerpunkten und Themenbereichen, wie beispielsweise Renten, Rohstoffe, Aktien, Anleihen, Geldmarkt, Devisen, Nachhaltigkeit und Absolute-Return angeboten.

Seit 2013 bietet das Unternehmen außerdem auch das Management von Direktbeständen für institutionelle Kunden an.